# الدرع الخيرية 1908
نهائي الدرع الخيرية 1908 هي النسخة الأولى من الدرع الخيرية.
لعبت المباراة الأولى بتاريخ 27 أبريل 1908 على ستامفورد بريدج، بين كوينز بارك رينجرز وبين مانشستر يونايتد، وانتهت المباراة بالتعادل 1–1، فأُعيدت المباراة بتاريخ 29 أغسطس من نفس العام وعلى نفس الملعب.
فاز مانشستر يونايتد باللقب بعد فوزه في المباراة الثانية بنتيجة 4–0.

## خلفية
تأهل كوينز بارك رينجرز بعدما تصدر الدوري الجنوبي لكرة القدم 1907–08، بفارق نقطتين عن أقرب منافسيه بليموث أرجايل.
بينما تأهل مانشستر يونايتد بعدما تصدر الدوري الإنجليزي لكرة القدم 1907–08، بفارق 9 نقاط عن أقرب منافسيه أستون فيلا.

## المباراة الأولى (المُعادة)
| مانشستر يونايتد | 1–1   | كوينز بارك رينجرز |
| --------------- | ----- | ----------------- |
| كانون 11'       | [ 1 ] | ميريديث 60'       |

## المباراة الثانية
| مانشستر يونايتد                  | 4–0   | كوينز بارك رينجرز |
| -------------------------------- | ----- | ----------------- |
| تورنبول 25' (30')، 75' · وول 56' | [ 2 ] |                   |